# Drogo von Minden
Drogo († 5. Juni 902) war von 886 bis 902 Bischof von Minden. 

## Leben
Über das frühe Leben Drogos ist nichts bekannt. Nach dem Tod des Bischofs Wulfhar von Minden dauerte es einige Zeit, bis der Bischofssitz mit Drogo neu besetzt wurde. Drogo wird erstmals auf einer Provinzialsynode in Köln 887 einberufen von Karl dem Dicken als Bischof erwähnt. Dort wurde er auch zum Bischof geweiht. 890 nahm er zur Zeit von Arnulf von Kärnten an einer Synode in Frankfurt teil. Dabei bestätigte er zusammen mit den Bischöfen von Münster und Osnabrück, dass das Bistum Bremen ein Suffraganbistum des Erzbistum Kölns sei. Drogo nahm auch an der Synode von Trebur 895 teil.
In die Zeit Drogos fällt die Gründung des Klosters Möllenbeck als zweites Nonnenkloster der Diözese. Die Gründer unterstellten die Einrichtung dem Schutz Drogos. Dieser unterstützte die Gründung materiell, indem er dem Kloster die Zehnten von hundert Landstücken aus dem Besitz der Mindener Bischofskirche  zukommen ließ. Dafür mussten die Nonnen dem Bischof jährlich fünf Solidi Abgaben zahlen. Außerdem sollte der Bischof einmal im Jahr empfangen werden.
Nach dem Nekrolog von Fulda soll der 5. Juni sein Todestag gewesen sein. Auch die Möllenbecker Nonnen gedachten Drogos an diesem Tag.